# イーゴリ・ネット
イーゴリ・アレクサンドロヴィチ・ネット（ロシア語: Игорь Александрович Нетто, ラテン文字転写: Igor Aleksandrovich Netto, 1930年1月9日 - 1999年3月30日）は、ソビエト連邦出身のサッカー選手である。
1954年から1963年まで、ソ連代表でキャプテンを務めた。彼はチームを1956年夏季オリンピックでの金メダルと、1960年の第1回欧州選手権での優勝に導いた。1958年ワールドカップでは、怪我のために1試合の出場しかできなかったが、ソ連が準々決勝に進んだ1962年ワールドカップでは、4試合すべてに出場した。代表通算成績は54キャップ4ゴール。
クラブでは、1949年から1966年までスパルタク・モスクワでプレーした。リーグ戦で367試合出場37ゴールの成績を残し、5度のリーグ優勝と3度のカップ優勝を手にした。彼は1966年に引退するとアイスホッケー指導者に転身した。1957年にはレーニン勲章を授与された。スパルタク・モスクワのリザーブチームのスタジアムには彼の名前が冠せられている。引退後はACオモニア（1967年）、シンニク・ヤロスラヴリ（1968年）、イラン代表（1970年 - 1971年）、スパルタク・モスクワ（1973年 - 1975年）、パニオニオス（1976年 - 1977年）、ネフチ・バクー（1979年）で監督・コーチを歴任。

## 選手歴
- スパルタク・モスクワ 1949-1968

## 指導歴
- オモニア・ニコシア 1967
- シンニク・ヤロスラヴリ 1968
- イラン代表 1970-1971
- スパルタク・モスクワ（アシスタント）1973-1975
- パニオニオス 1976-1977
- ネフチ・バクー 1979

## タイトル
ソビエト連邦代表
- 欧州選手権：1960
- オリンピック：1956

スパルタク・モスクワ
- ソ連リーグ：1952, 1953, 1956, 1958, 1962
- ソ連カップ：1950, 1958, 1963